# Rivelino
Roberto Rivellino, meglio noto come Rivelino (San Paolo, 1º gennaio 1946) è un ex calciatore e allenatore di calcio brasiliano, di ruolo centrocampista o attaccante, campione del mondo con la nazionale brasiliana nel 1970.
Considerato uno dei più forti giocatori della storia del calcio, occupa la 38ª posizione nella speciale classifica dei migliori calciatori del XX secolo pubblicata dalla rivista World Soccer e la 31ª posizione nella classifica dei migliori calciatori sudamericani del XX secolo pubblicata dall'IFFHS nel 2004. La FIFA lo ha piazzato inoltre al sesto posto nella classifica dei migliori numeri dieci della storia del calcio. Nel marzo del 2004, Pelé lo ha anche inserito nella FIFA 100, la lista dei 125 migliori calciatori viventi, redatta in occasione del Centenario della FIFA.
Oltre che per le sue abilità in campo, divenne noto per i suoi lunghi baffi neri.

## Biografia
Roberto Rivellino nacque a San Paolo da una famiglia di origine italiana proveniente da Macchiagodena, in Molise. Da piccolo giocò a calcio a 5 con il Clube Indiano, piccolo team della sua città, per poi passare al calcio a 11.

## Caratteristiche tecniche
(Diego Armando Maradona in un'intervista per Luciano Júnior del 1993)
Centrocampista dotato di grande tecnica, eccelleva nel dribbling, spesso effettuato col gesto tecnico dell'elastico, di cui è considerato l'inventore. Era inoltre famoso per i suoi potenti tiri di sinistro e le punizioni dalla lunga distanza. Possedeva anche una grande visione di gioco, che gli permetteva di servire all'occorrenza i suoi compagni con precisi cross.
Giocava principalmente come trequartista, pur sapendosi adattare bene al ruolo di ala sinistra o a quello di esterno destro di centrocampo.

## Carriera

### Giocatore

#### Club

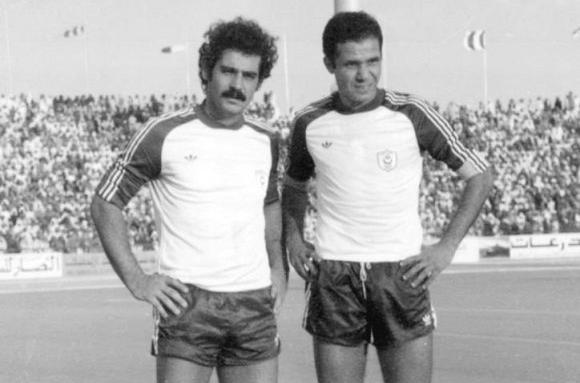
Rivellino (a sinistra) con la maglia dell'Al-Hilal nel 1979

Fu scoperto dal Corinthians, dove militò in prima squadra per nove anni. Rivellino divenne rapidamente uno dei preferiti dai tifosi, venendo soprannominato da loro O Rei do Parque (in italiano "Re del parco"), dal nome dello stadio di casa Parque São Jorge. Tuttavia, la fine degli anni '60 e l'inizio degli anni '70 furono uno dei periodi più travagliati nella storia del club, che non riuscì a vincere nemmeno un campionato paulista tra il 1954 e il 1977, anni in cui a dominare fu il Santos di Pelè. L'unico titolo vinto da Rivellino in quegli anni fu infatti il Torneo Rio-San Paolo del 1966, vinto tuttavia in concomitanza con il Botafogo, il Santos ed il Vasco da Gama.
Nel 1974, dopo che il Corinthians venne sconfitto dagli storici rivali del Palmeiras nelle finali del campionato paulista, Rivellino fu aspramente contestato dalla maggior parte dei tifosi che lo indicarono come uno dei maggiori responsabili dell'insuccesso. Si trasferì così a Rio de Janeiro, nel Fluminense, dove giocò fino alla fine degli anni '70. Qui Rivellino fornì prestazioni di un certo livello, vincendo da protagonista due campionati carioca nel 1975 e nel 1976.
Nel 1978 si trasferì all'Al-Hilal, squadra della città di Riad, in Arabia Saudita, dove vinse alla prima stagione un campionato saudita e l'anno dopo la Coppa del Principe della Corona saudita. Dopo tre stagioni, all'età di 35 anni, Rivellino si ritirò dal calcio professionistico nel 1981.

#### Nazionale
Rivellino venne convocato nella Nazionale brasiliana per la prima volta nel 1965 all'età di 19 anni, subentrando durante l'amichevole contro l'Ungheria vinta per 5-3 dalla Seleção. Tre anni più tardi realizzò i suoi primi gol con la maglia della nazionale mettendo a segno una doppietta contro la Polonia, in un amichevole vinta per 3-6.

##### Mondiale 1970

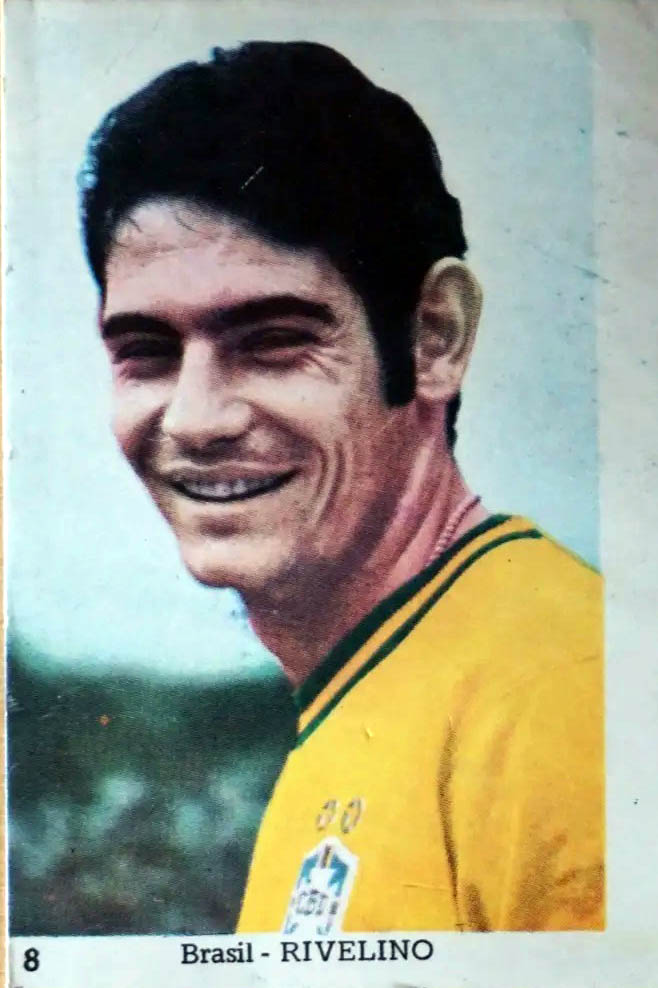
Rivelino con la maglia del Brasile nel 1970

Venne poi convocato ai Mondiali del 1970, dove svolse un ruolo da protagonista. Qui indossò la maglia numero 11, in quanto in rosa erano presenti ben cinque giocatori che come lui indossavano il numero 10 nelle rispettive squadre di club: Tostão (che indossò il numero 9), Gérson (che indossò il numero 8), Jairzinho (che indossò il numero 7) e Pelè (che mantenne il numero 10 come nelle edizioni precedenti). Il 3 giugno, nella prima partita contro la Cecoslovacchia, Rivellino segnò un gran gol su punizione tanto da venire soprannominato "patada atomica" da parte dei tifosi messicani per via della grande forza con la quale venne calciata. Nel corso del torneo realizzò poi altre due reti: una ai quarti contro il Perù (4-2 il risultato finale) e un'altra in semifinale ai danni dell'Uruguay (3-1 il risultato finale). Il 21 giugno il Brasile affrontò così in finale l'Italia, reduce dal successo per 4-3 dopo i tempi supplementari contro la Germania Ovest. Fu proprio Rivellino ad effettuare l'assist che aprì le marcature al 18º minuto di gioco, servendo Pelè con un cross di prima dopo aver ricevuto la palla dalla rimessa laterale. In seguito il Brasile vinse per 4-1, conquistando così il terzo titolo mondiale della sua storia e potendo così tenere definitivamente la Coppa Jules Rimet.

##### Minicopa del 1972 e Mondiale 1974

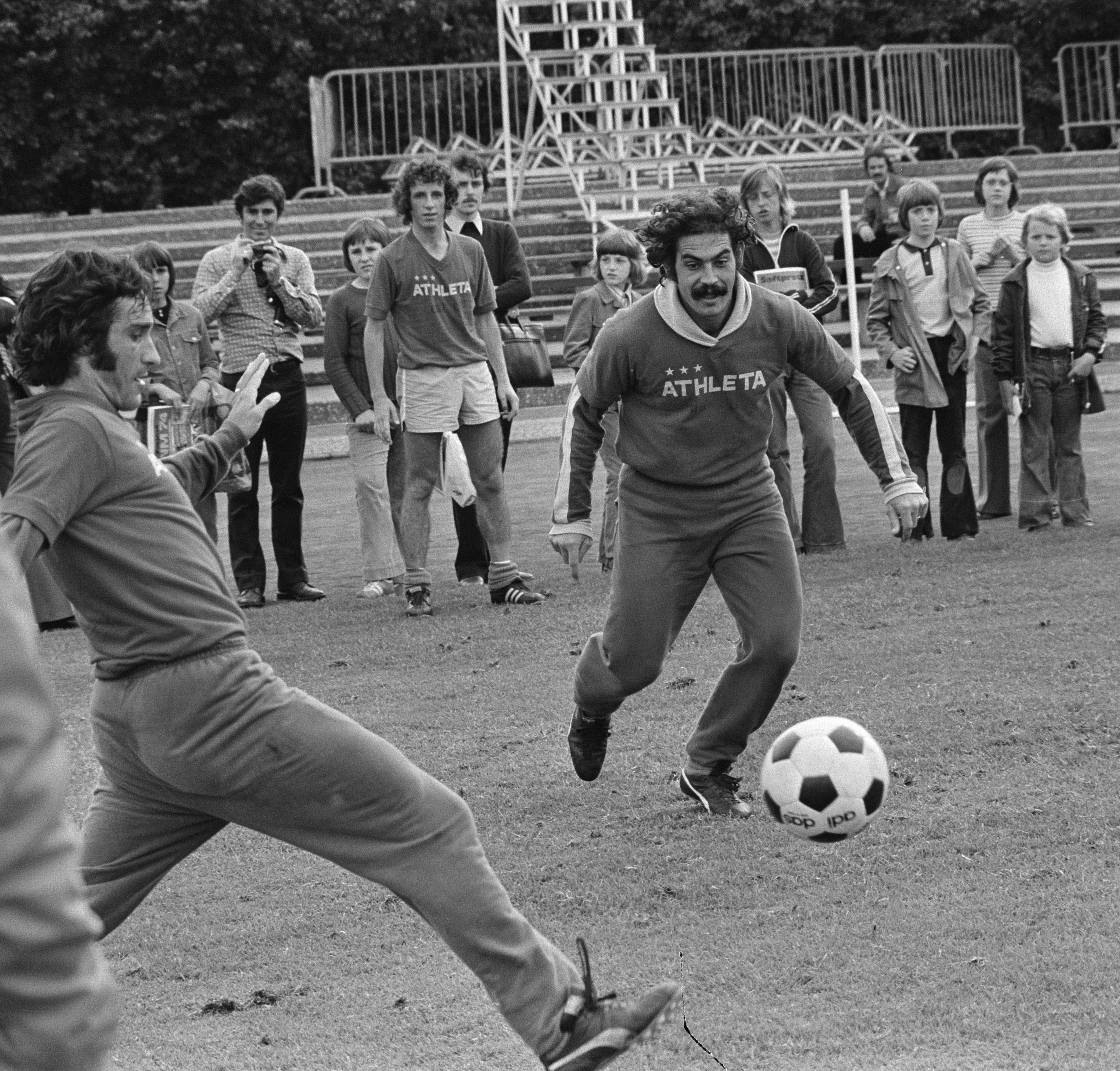
Rivellino con la maglia del Brasile durante un allenamento ai Mondiali del 1974

Due anni più tardi, nell'estate del 1972, Rivellino venne convocato in vista della Minicopa, un torneo svoltosi in Brasile per commemorare il 150º anniversario della Dichiarazione d'indipendenza del Brasile. Qui partecipò da titolare tutte le partite del torneo a cui prese parte la sua nazionale, arrivando a vincere la coppa dopo aver battuto il Portogallo di Eusébio con gol di Jairzinho al minuto 89'.
Dopo il ritiro dalla nazionale di Tostão, Gérson e Pelè, Rivellino partecipò ai Mondiali del 1974 indossando la maglia numero dieci. Con una squadra completamente rivoluzionata, in quanto solo Rivellino, Jairzinho, Paulo César ed Edu avevano preso parte all'edizione precedente, trascinò la nazionale fino alla finale per il 3º posto, mettendo a segno tre reti: la prima contro lo Zaire (vinta per 3-0), la seconda decisiva contro la Germania Ovest (vinta per 0-1) e l'ultima contro l'Argentina (vinta per 2-1). Dopo aver concluso la seconda fase ai gironi alle spalle dell'Olanda di Johan Cruijff, vittoriosa contro la Seleção per 2-0, Rivellino affrontò con la sua nazionale la Polonia alla finale per il 3º posto, perdendo 0-1 e concludendo così il torneo in quarta posizione.

##### Mondiale 1978
All'età di 32 anni, rimasto l'unico campione del mondo ancora in nazionale assieme al portiere Leao, venne convocato per i Mondiali del 1978 in veste di capitano della Seleção. Dopo aver disputato da titolare la prima partita pareggiata contro la Svezia 1-1, non fu protagonista dell'edizione, subentrando solamente verso il finale di partita prima contro la Polonia (vinta per 3-1 durante la seconda fase ai gironi) e poi contro l'Italia nella finale per il 3º posto vinta per 2-1. Dopo aver raggiunto il terzo posto al Mondiale, ormai a fine carriera, Rivelino si ritirò così dalla nazionale con 26 goal in 92 presenze.

### Allenatore
Dopo il suo ritiro dal calcio giocato, per un breve periodo allenò lo Shimizu S-Pulse.

## Statistiche

### Cronologia presenze e reti in nazionale
| Cronologia completa delle presenze e delle reti in nazionale ― Brasile | Cronologia completa delle presenze e delle reti in nazionale ― Brasile | Cronologia completa delle presenze e delle reti in nazionale ― Brasile | Cronologia completa delle presenze e delle reti in nazionale ― Brasile | Cronologia completa delle presenze e delle reti in nazionale ― Brasile | Cronologia completa delle presenze e delle reti in nazionale ― Brasile | Cronologia completa delle presenze e delle reti in nazionale ― Brasile | Cronologia completa delle presenze e delle reti in nazionale ― Brasile |
| Data                                                                   | Città                                                                  | In casa                                                                | Risultato                                                              | Ospiti                                                                 | Competizione                                                           | Reti                                                                   | Note                                                                   |
| ---------------------------------------------------------------------- | ---------------------------------------------------------------------- | ---------------------------------------------------------------------- | ---------------------------------------------------------------------- | ---------------------------------------------------------------------- | ---------------------------------------------------------------------- | ---------------------------------------------------------------------- | ---------------------------------------------------------------------- |
| 21-11-1965                                                             | San Paolo                                                              | Brasile                                                                | 5 – 3                                                                  | Ungheria                                                               | Amichevole                                                             | -                                                                      | Ingresso                                                               |
| 9-6-1968                                                               | San Paolo                                                              | Brasile                                                                | 2 – 0                                                                  | Uruguay                                                                | Copa Rio Branco                                                        | -                                                                      |                                                                        |
| 12-6-1968                                                              | Rio de Janeiro                                                         | Brasile                                                                | 4 – 0                                                                  | Uruguay                                                                | Copa Rio Branco                                                        | -                                                                      | Ingresso                                                               |
| 20-6-1968                                                              | Varsavia                                                               | Polonia                                                                | 3 – 6                                                                  | Brasile                                                                | Amichevole                                                             | 2                                                                      | Uscita                                                                 |
| 23-6-1968                                                              | Bratislava                                                             | Cecoslovacchia                                                         | 3 – 2                                                                  | Brasile                                                                | Amichevole                                                             | -                                                                      |                                                                        |
| 25-6-1968                                                              | Belgrado                                                               | Jugoslavia                                                             | 0 – 2                                                                  | Brasile                                                                | Amichevole                                                             | -                                                                      |                                                                        |
| 30-6-1968                                                              | Lourenço Marques                                                       | Portogallo                                                             | 0 – 2                                                                  | Brasile                                                                | Amichevole                                                             | 1                                                                      |                                                                        |
| 7-7-1968                                                               | Città del Messico                                                      | Messico                                                                | 2 – 0                                                                  | Brasile                                                                | Amichevole                                                             | -                                                                      |                                                                        |
| 10-7-1968                                                              | Città del Messico                                                      | Messico                                                                | 2 – 1                                                                  | Brasile                                                                | Amichevole                                                             | 1                                                                      |                                                                        |
| 14-7-1968                                                              | Lima                                                                   | Perù                                                                   | 3 – 4                                                                  | Brasile                                                                | Amichevole                                                             | -                                                                      |                                                                        |
| 17-7-1968                                                              | Lima                                                                   | Perù                                                                   | 0 – 4                                                                  | Brasile                                                                | Amichevole                                                             | 1                                                                      | Uscita                                                                 |
| 25-7-1968                                                              | Asunción                                                               | Paraguay                                                               | 0 – 4                                                                  | Brasile                                                                | Copa Osvaldo Cruz                                                      | -                                                                      |                                                                        |
| 28-7-1968                                                              | Asunción                                                               | Paraguay                                                               | 1 – 0                                                                  | Brasile                                                                | Copa Osvaldo Cruz                                                      | -                                                                      |                                                                        |
| 31-10-1968                                                             | Rio de Janeiro                                                         | Brasile                                                                | 1 – 2                                                                  | Messico                                                                | Amichevole                                                             | -                                                                      |                                                                        |
| 3-11-1968                                                              | Belo Horizonte                                                         | Brasile                                                                | 2 – 1                                                                  | Messico                                                                | Amichevole                                                             | -                                                                      |                                                                        |
| 6-11-1968                                                              | Rio de Janeiro                                                         | Brasile                                                                | 2 – 1                                                                  | FIFA XI                                                                | Amichevole                                                             | 1                                                                      |                                                                        |
| 14-12-1968                                                             | Rio de Janeiro                                                         | Brasile                                                                | 2 – 2                                                                  | Germania Ovest                                                         | Amichevole                                                             | -                                                                      |                                                                        |
| 17-12-1968                                                             | Rio de Janeiro                                                         | Brasile                                                                | 3 – 3                                                                  | Jugoslavia                                                             | Amichevole                                                             | -                                                                      | Uscita                                                                 |
| 21-8-1969                                                              | Rio de Janeiro                                                         | Brasile                                                                | 6 – 2                                                                  | Colombia                                                               | Qual. Mondiali 1970                                                    | 1                                                                      | Ingresso                                                               |
| 26-3-1970                                                              | Rio de Janeiro                                                         | Brasile                                                                | 2 – 1                                                                  | Cile                                                                   | Amichevole                                                             | 1                                                                      | Ingresso                                                               |
| 26-4-1970                                                              | San Paolo                                                              | Brasile                                                                | 0 – 0                                                                  | Bulgaria                                                               | Amichevole                                                             | -                                                                      | Ingresso                                                               |
| 29-4-1970                                                              | Rio de Janeiro                                                         | Brasile                                                                | 1 – 0                                                                  | Austria                                                                | Amichevole                                                             | 1                                                                      |                                                                        |
| 3-6-1970                                                               | Guadalajara                                                            | Brasile                                                                | 4 – 1                                                                  | Cecoslovacchia                                                         | Mondiali 1970 - 1º turno                                               | 1                                                                      |                                                                        |
| 7-6-1970                                                               | Guadalajara                                                            | Brasile                                                                | 1 – 0                                                                  | Inghilterra                                                            | Mondiali 1970 - 1º turno                                               | -                                                                      |                                                                        |
| 14-6-1970                                                              | Guadalajara                                                            | Brasile                                                                | 4 – 2                                                                  | Perù                                                                   | Mondiali 1970 - Quarti di finale                                       | 1                                                                      |                                                                        |
| 17-6-1970                                                              | Guadalajara                                                            | Brasile                                                                | 3 – 1                                                                  | Uruguay                                                                | Mondiali 1970 - Semifinale                                             | 1                                                                      |                                                                        |
| 21-6-1970                                                              | Città del Messico                                                      | Brasile                                                                | 4 – 1                                                                  | Italia                                                                 | Mondiali 1970 - Finale                                                 | -                                                                      | Ammonizione                                                            |
| 30-9-1970                                                              | Rio de Janeiro                                                         | Brasile                                                                | 2 – 1                                                                  | Messico                                                                | Amichevole                                                             | -                                                                      |                                                                        |
| 11-7-1971                                                              | San Paolo                                                              | Brasile                                                                | 1 – 1                                                                  | Austria                                                                | Amichevole                                                             | -                                                                      |                                                                        |
| 14-7-1971                                                              | Rio de Janeiro                                                         | Brasile                                                                | 1 – 0                                                                  | Cecoslovacchia                                                         | Amichevole                                                             | -                                                                      |                                                                        |
| 18-7-1971                                                              | Rio de Janeiro                                                         | Brasile                                                                | 2 – 2                                                                  | Jugoslavia                                                             | Amichevole                                                             | 1                                                                      |                                                                        |
| 21-7-1971                                                              | Rio de Janeiro                                                         | Brasile                                                                | 0 – 0                                                                  | Ungheria                                                               | Amichevole                                                             | -                                                                      |                                                                        |
| 24-7-1971                                                              | Rio de Janeiro                                                         | Brasile                                                                | 1 – 0                                                                  | Paraguay                                                               | Amichevole                                                             | -                                                                      |                                                                        |
| 28-7-1971                                                              | Buenos Aires                                                           | Argentina                                                              | 1 – 1                                                                  | Brasile                                                                | Copa Roca                                                              | -                                                                      |                                                                        |
| 31-7-1971                                                              | Buenos Aires                                                           | Argentina                                                              | 2 – 2                                                                  | Brasile                                                                | Copa Roca                                                              | -                                                                      |                                                                        |
| 26-4-1972                                                              | Porto Alegre                                                           | Brasile                                                                | 3 – 2                                                                  | Paraguay                                                               | Amichevole                                                             | -                                                                      |                                                                        |
| 28-6-1972                                                              | Rio de Janeiro                                                         | Brasile                                                                | 0 – 0                                                                  | Cecoslovacchia                                                         | Independence Cup                                                       | -                                                                      |                                                                        |
| 2-7-1972                                                               | San Paolo                                                              | Brasile                                                                | 3 – 0                                                                  | Jugoslavia                                                             | Independence Cup                                                       | -                                                                      |                                                                        |
| 5-7-1972                                                               | Rio de Janeiro                                                         | Brasile                                                                | 1 – 0                                                                  | Scozia                                                                 | Independence Cup                                                       | -                                                                      |                                                                        |
| 9-7-1972                                                               | Rio de Janeiro                                                         | Brasile                                                                | 1 – 0                                                                  | Portogallo                                                             | Independence Cup                                                       | -                                                                      |                                                                        |
| 27-5-1973                                                              | Rio de Janeiro                                                         | Brasile                                                                | 5 – 0                                                                  | Bolivia                                                                | Amichevole                                                             | 2                                                                      | Ammonizione                                                            |
| 3-6-1973                                                               | Algeri                                                                 | Algeria                                                                | 0 – 2                                                                  | Brasile                                                                | Amichevole                                                             | 1                                                                      |                                                                        |
| 6-6-1973                                                               | Tunisi                                                                 | Tunisia                                                                | 1 – 4                                                                  | Brasile                                                                | Amichevole                                                             | -                                                                      |                                                                        |
| 9-6-1973                                                               | Roma                                                                   | Italia                                                                 | 2 – 0                                                                  | Brasile                                                                | Amichevole                                                             | -                                                                      |                                                                        |
| 13-6-1973                                                              | Vienna                                                                 | Austria                                                                | 1 – 1                                                                  | Brasile                                                                | Amichevole                                                             | -                                                                      |                                                                        |
| 16-6-1973                                                              | Berlino                                                                | Germania Ovest                                                         | 0 – 1                                                                  | Brasile                                                                | Amichevole                                                             | -                                                                      |                                                                        |
| 21-6-1973                                                              | Mosca                                                                  | Unione Sovietica                                                       | 0 – 1                                                                  | Brasile                                                                | Amichevole                                                             | -                                                                      |                                                                        |
| 25-6-1973                                                              | Solna                                                                  | Svezia                                                                 | 1 – 0                                                                  | Brasile                                                                | Amichevole                                                             | -                                                                      |                                                                        |
| 30-6-1973                                                              | Glasgow                                                                | Scozia                                                                 | 0 – 1                                                                  | Brasile                                                                | Amichevole                                                             | -                                                                      |                                                                        |
| 31-3-1974                                                              | Rio de Janeiro                                                         | Brasile                                                                | 1 – 1                                                                  | Messico                                                                | Amichevole                                                             | -                                                                      |                                                                        |
| 14-4-1974                                                              | Rio de Janeiro                                                         | Brasile                                                                | 1 – 1                                                                  | Bulgaria                                                               | Amichevole                                                             | -                                                                      | Ammonizione                                                            |
| 17-4-1974                                                              | San Paolo                                                              | Brasile                                                                | 2 – 0                                                                  | Romania                                                                | Amichevole                                                             | -                                                                      |                                                                        |
| 21-4-1974                                                              | Brasilia                                                               | Brasile                                                                | 4 – 0                                                                  | Haiti                                                                  | Amichevole                                                             | 1                                                                      |                                                                        |
| 28-4-1974                                                              | Rio de Janeiro                                                         | Brasile                                                                | 0 – 0                                                                  | Grecia                                                                 | Amichevole                                                             | -                                                                      |                                                                        |
| 1-5-1974                                                               | San Paolo                                                              | Brasile                                                                | 0 – 0                                                                  | Austria                                                                | Amichevole                                                             | -                                                                      |                                                                        |
| 5-5-1974                                                               | Rio de Janeiro                                                         | Brasile                                                                | 2 – 1                                                                  | Irlanda                                                                | Amichevole                                                             | 1                                                                      |                                                                        |
| 12-5-1974                                                              | Rio de Janeiro                                                         | Brasile                                                                | 2 – 0                                                                  | Paraguay                                                               | Amichevole                                                             | 1                                                                      |                                                                        |
| 13-6-1974                                                              | Francoforte sul Meno                                                   | Jugoslavia                                                             | 0 – 0                                                                  | Brasile                                                                | Amichevole                                                             | -                                                                      |                                                                        |
| 18-6-1974                                                              | Francoforte sul Meno                                                   | Scozia                                                                 | 0 – 0                                                                  | Brasile                                                                | Mondiali 1974 - 1º turno                                               | -                                                                      | 27’                                                                    |
| 22-6-1974                                                              | Gelsenkirchen                                                          | Brasile                                                                | 3 – 0                                                                  | Zaire                                                                  | Mondiali 1974 - 1º turno                                               | 1                                                                      |                                                                        |
| 26-6-1974                                                              | Hannover                                                               | Germania Est                                                           | 0 – 1                                                                  | Brasile                                                                | Mondiali 1974 - 2º turno                                               | 1                                                                      |                                                                        |
| 30-6-1974                                                              | Hannover                                                               | Brasile                                                                | 2 – 1                                                                  | Argentina                                                              | Mondiali 1974 - 2º turno                                               | 1                                                                      |                                                                        |
| 3-7-1974                                                               | Dortmund                                                               | Brasile                                                                | 0 – 2                                                                  | Paesi Bassi                                                            | Mondiali 1974 - 2º turno                                               | -                                                                      | 74’                                                                    |
| 6-7-1974                                                               | Monaco di Baviera                                                      | Brasile                                                                | 0 – 1                                                                  | Polonia                                                                | Mondiali 1974 - Finale 3º posto                                        | -                                                                      |                                                                        |
| 25-2-1976                                                              | Montevideo                                                             | Uruguay                                                                | 1 – 2                                                                  | Brasile                                                                | Coppa dell'Atlantico 1976                                              | -                                                                      | cap.                                                                   |
| 7-4-1976                                                               | Asunción                                                               | Paraguay                                                               | 1 – 1                                                                  | Brasile                                                                | Coppa dell'Atlantico 1976                                              | -                                                                      | cap.                                                                   |
| 28-4-1976                                                              | Rio de Janeiro                                                         | Brasile                                                                | 2 – 1                                                                  | Uruguay                                                                | Coppa dell'Atlantico 1976                                              | 1                                                                      | cap.                                                                   |
| 19-5-1976                                                              | Rio de Janeiro                                                         | Brasile                                                                | 2 – 0                                                                  | Argentina                                                              | Coppa dell'Atlantico 1976                                              | -                                                                      | cap.                                                                   |
| 23-5-1976                                                              | Los Angeles                                                            | Brasile                                                                | 1 – 0                                                                  | Inghilterra                                                            | Amichevole                                                             | -                                                                      | cap.                                                                   |
| 31-5-1976                                                              | New Haven                                                              | Italia                                                                 | 1 – 4                                                                  | Brasile                                                                | Amichevole                                                             | -                                                                      | cap.                                                                   |
| 4-6-1976                                                               | Guadalajara                                                            | Messico                                                                | 0 – 3                                                                  | Brasile                                                                | Amichevole                                                             | -                                                                      | cap.                                                                   |
| 1-12-1976                                                              | Rio de Janeiro                                                         | Brasile                                                                | 2 – 0                                                                  | Unione Sovietica                                                       | Amichevole                                                             | -                                                                      | cap.                                                                   |
| 20-2-1977                                                              | Bogotà                                                                 | Colombia                                                               | 0 – 0                                                                  | Brasile                                                                | Qual. Mondiali 1978                                                    | -                                                                      | cap.                                                                   |
| 9-3-1977                                                               | Rio de Janeiro                                                         | Brasile                                                                | 6 – 0                                                                  | Colombia                                                               | Qual. Mondiali 1978                                                    | 1                                                                      |                                                                        |
| 13-3-1977                                                              | Asunción                                                               | Paraguay                                                               | 0 – 1                                                                  | Brasile                                                                | Qual. Mondiali 1978                                                    | -                                                                      |                                                                        |
| 20-3-1977                                                              | Rio de Janeiro                                                         | Brasile                                                                | 1 – 1                                                                  | Paraguay                                                               | Qual. Mondiali 1978                                                    | -                                                                      | Ammonizione                                                            |
| 8-6-1977                                                               | Rio de Janeiro                                                         | Brasile                                                                | 0 – 0                                                                  | Inghilterra                                                            | Amichevole                                                             | -                                                                      | cap.                                                                   |
| 12-6-1977                                                              | Rio de Janeiro                                                         | Brasile                                                                | 1 – 1                                                                  | Germania Est                                                           | Amichevole                                                             | 1                                                                      | cap.                                                                   |
| 19-6-1977                                                              | San Paolo                                                              | Brasile                                                                | 3 – 1                                                                  | Polonia                                                                | Amichevole                                                             | 1                                                                      | cap. 61’                                                               |
| 23-6-1977                                                              | Rio de Janeiro                                                         | Brasile                                                                | 2 – 0                                                                  | Scozia                                                                 | Amichevole                                                             | -                                                                      | cap.                                                                   |
| 26-6-1977                                                              | Belo Horizonte                                                         | Brasile                                                                | 0 – 0                                                                  | Jugoslavia                                                             | Amichevole                                                             | -                                                                      | cap.                                                                   |
| 30-6-1977                                                              | Rio de Janeiro                                                         | Brasile                                                                | 2 – 2                                                                  | Francia                                                                | Amichevole                                                             | -                                                                      | cap.                                                                   |
| 10-7-1977                                                              | Cali                                                                   | Brasile                                                                | 1 – 0                                                                  | Perù                                                                   | Qual. Mondiali 1978                                                    | -                                                                      | cap.                                                                   |
| 14-7-1977                                                              | Cali                                                                   | Brasile                                                                | 8 – 0                                                                  | Bolivia                                                                | Qual. Mondiali 1978                                                    | -                                                                      | cap.                                                                   |
| 1-4-1978                                                               | Parigi                                                                 | Francia                                                                | 1 – 0                                                                  | Brasile                                                                | Amichevole                                                             | -                                                                      | cap.                                                                   |
| 5-4-1978                                                               | Amburgo                                                                | Germania Est                                                           | 1 – 0                                                                  | Brasile                                                                | Amichevole                                                             | -                                                                      | cap.                                                                   |
| 19-4-1978                                                              | Londra                                                                 | Inghilterra                                                            | 1 – 1                                                                  | Brasile                                                                | Amichevole                                                             | -                                                                      | cap.                                                                   |
| 1-5-1978                                                               | Rio de Janeiro                                                         | Brasile                                                                | 3 – 0                                                                  | Perù                                                                   | Amichevole                                                             | -                                                                      | cap.                                                                   |
| 17-5-1978                                                              | Rio de Janeiro                                                         | Brasile                                                                | 2 – 0                                                                  | Cecoslovacchia                                                         | Amichevole                                                             | -                                                                      | cap.                                                                   |
| 3-6-1978                                                               | Mar del Plata                                                          | Brasile                                                                | 1 – 1                                                                  | Svezia                                                                 | Mondiali 1978 - 1º turno                                               | -                                                                      | cap.                                                                   |
| 21-6-1978                                                              | Mendoza                                                                | Brasile                                                                | 3 – 1                                                                  | Polonia                                                                | Mondiali 1978 - 2º turno                                               | -                                                                      | 77’                                                                    |
| 24-6-1978                                                              | Buenos Aires                                                           | Brasile                                                                | 2 – 1                                                                  | Italia                                                                 | Mondiali 1978 - Finale 3º posto                                        | -                                                                      | 64’                                                                    |
| Totale                                                                 |                                                                        | Presenze                                                               | 92                                                                     |                                                                        | Reti                                                                   | 26                                                                     |                                                                        |

## Palmarès

### Giocatore

#### Club

##### Competizioni statali
- Torneo Rio-San Paolo: 1

Corinthians: 1966
- Campionato Carioca: 2

Fluminense: 1975, 1976

##### Competizioni nazionali
- Campionato saudita: 1

Al-Hilal: 1978-1979
- Coppa dell'Arabia Saudita: 1

Al-Hilal: 1979-1980

#### Nazionale
- Campionato mondiale: 1

Messico 1970
- Coppa d'Indipendenza Brasiliana: 1

1972

#### Individuale
- Inserito nelle "Leggende del Calcio" del Golden Foot (2005)
- Candidato al Dream Team del Pallone d'oro (2020)